# 横浜路
横浜路是中華人民共和國上海市虹口区一條西北-東南走向道路，东起东横浜路-多倫路，西至青云路。全长626米，道路始建於中華民国4年(1915年)，俞泾浦位於横浜路西側，而俞泾浦在此地一度又被称為横浜，所以道路得名横浜路。